# Jean Bonhomme
Pour les articles homonymes, voir Jean Bonhomme (homonymie) et Bonhomme.
Jean Bonhomme, né le 8 juin 1924 à Puylaroque (Tarn-et-Garonne) et mort le 16 octobre 2020 à Caussade (Tarn-et-Garonne), est un homme politique français.

## Biographie
Il est le père de François Bonhomme, maire de Caussade depuis 2008 et sénateur de Tarn-et-Garonne depuis 2014.
Médecin de formation, il s'engage en politique à l'occasion du référendum de 1958 pour la Constitution en soutenant la proposition du Général de Gaulle. Il est successivement député puis vice-président de l'Assemblée nationale. 
Auteur de plusieurs ouvrages sur la dérive des coûts en médecine (http://www.sudoc.abes.fr/cbs/xslt/DB=2.1//SRCH?IKT=12&TRM=00236557X) et également sur l'histoire de La Dépêche de Toulouse (http://www.sudoc.abes.fr/cbs/xslt/DB=2.1//SRCH?IKT=12&TRM=120590263).

## Mandats électifs
- Maire de Caussade (1959-1989)
- Député de Tarn-et-Garonne (1968-1981[2] et 1986-1988)
- Conseiller général du canton de Caussade (1961-1992)